# Megaselia languescens
Megaselia languescens är en tvåvingeart som först beskrevs av Schmitz 1924.  Megaselia languescens ingår i släktet Megaselia och familjen puckelflugor. Inga underarter finns listade i Catalogue of Life.